# Arabische Zahlschrift
Eine Zahlschrift ist ein Schriftsystem für Zahlzeichen. Diese sind nach den Regeln eines Zahlensystems aus Ziffern aufgebaut. Die indische oder arabische Zahlschrift ist in Indien entwickelt worden, hat sich über Arabien ins Abendland ausgebreitet und wird weltweit immer weiter übernommen.
Sogenannte arabische Ziffern, auch indisch-arabische oder indische Ziffern genannt, sind die zehn Ziffern: 0, 1, 2, 3, 4, 5, 6, 7, 8 und 9. Anders als bei mehreren alten Zahlschriften folgen die zehn Zeichen beim Abzählen aufeinander, wie es bei Dezimalziffern selbstverständlich erscheint.
Die neun ältesten bekannten indischen Ziffern entstammen der altindischen Brahmi-Schrift. Die Null entspricht keiner unmittelbaren Wahrnehmung, ist auch für eine Abzählung nicht erforderlich. Deshalb sind diese Zahl und ihre Ziffer erst viel später hinzugekommen; vorher blieb im Zahlzeichen eine Lücke. Die Schriftzeichen der indischen Ziffern haben sich mehrfach verändert. Auch gegenüber den Formen, die in der arabischen Welt heute verwendet werden, sind die jetzt bevorzugten Zeichen völlig umgestaltet.
Ein wesentlicher Bestandteil der arabischen Zahlschrift ist ferner die Anordnung der Ziffern auf Stellen, wodurch größere Zahlen keine zusätzliche Ziffern, sondern nur zusätzliche Stellen erfordern, so wie das im Dezimalsystem mit je einer Ziffer auf Einerstelle, Zehnerstelle, Hunderterstelle usw. allgemein bekannt ist.

## Entstehung und Ausbreitung

Entwicklung der Ziffern

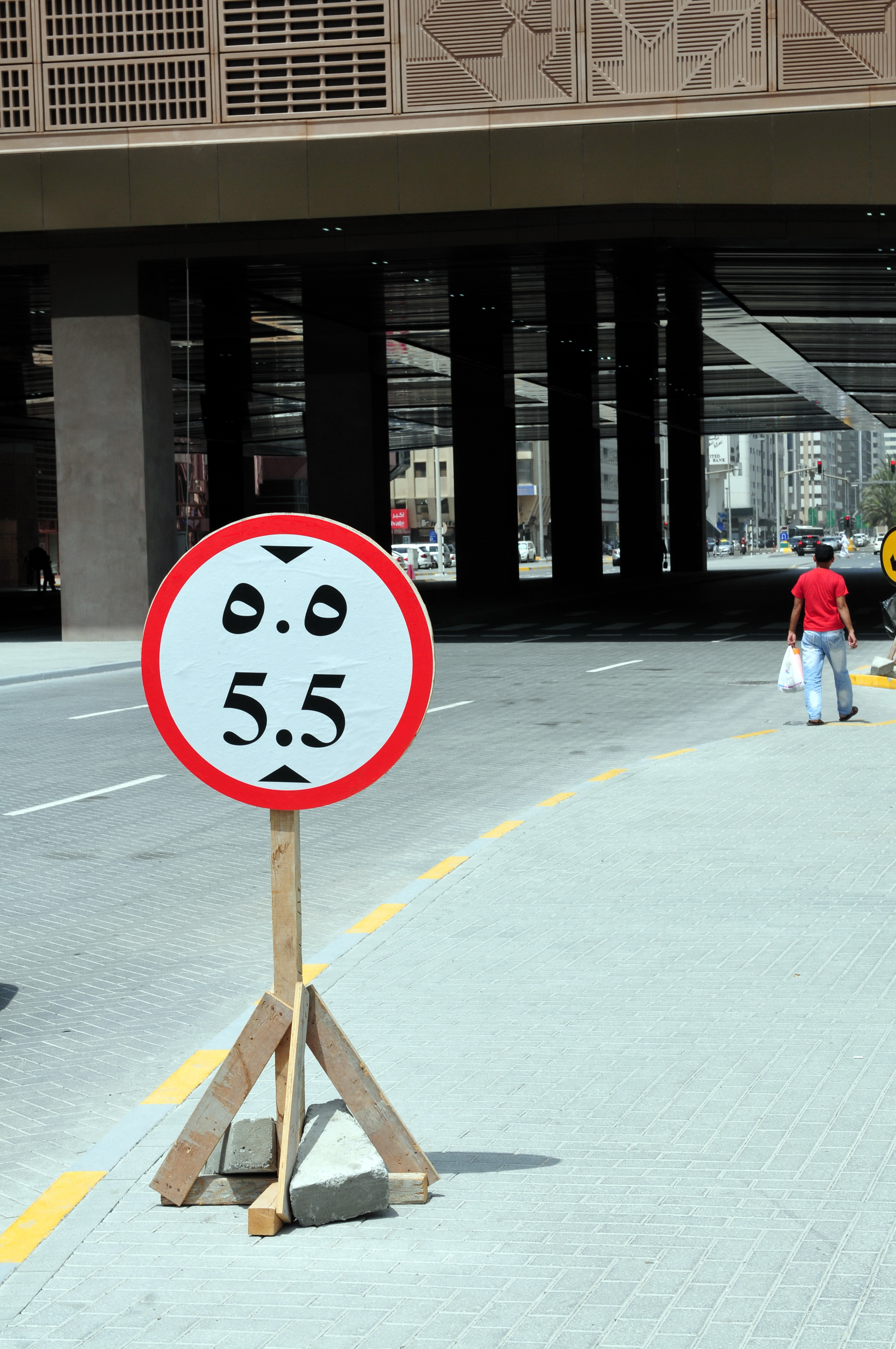
Arabische und europäische Ziffern auf einem Verkehrsschild in Abu Dhabi

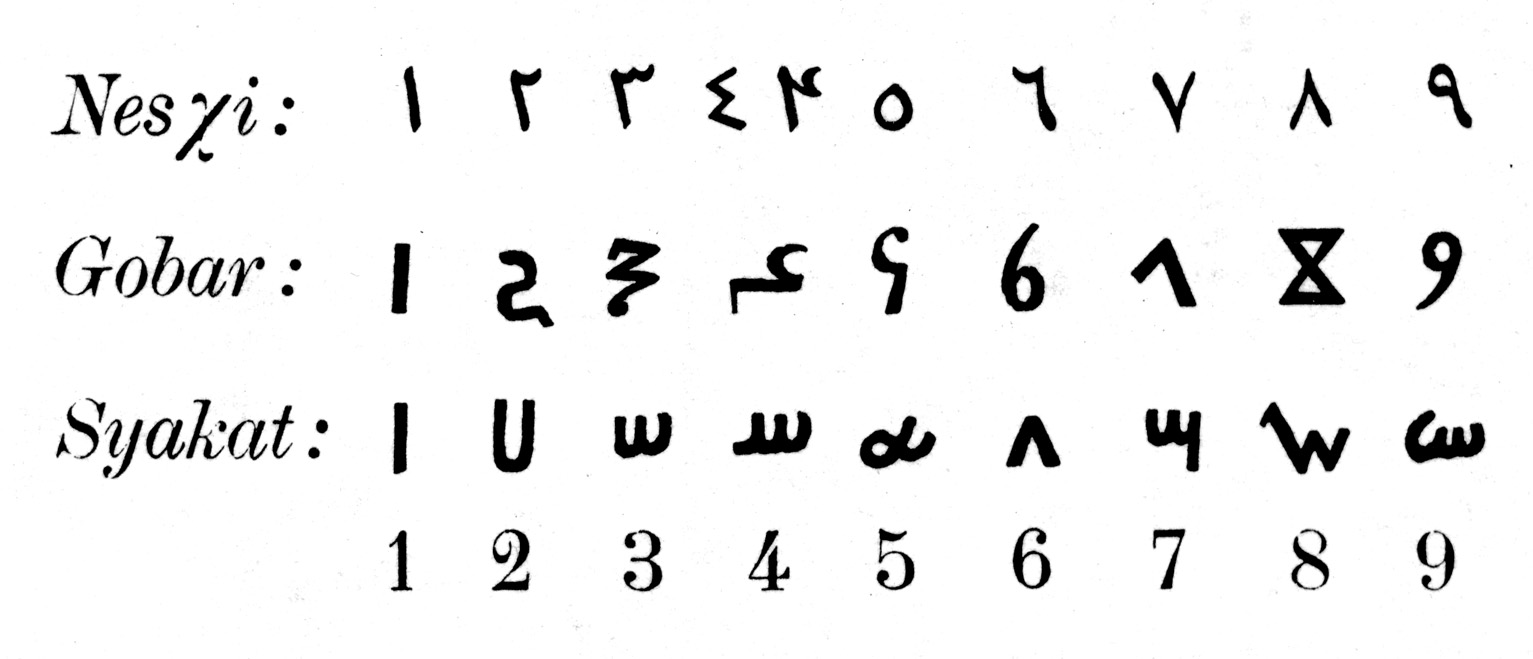
Entwicklung der arabischen Ziffern

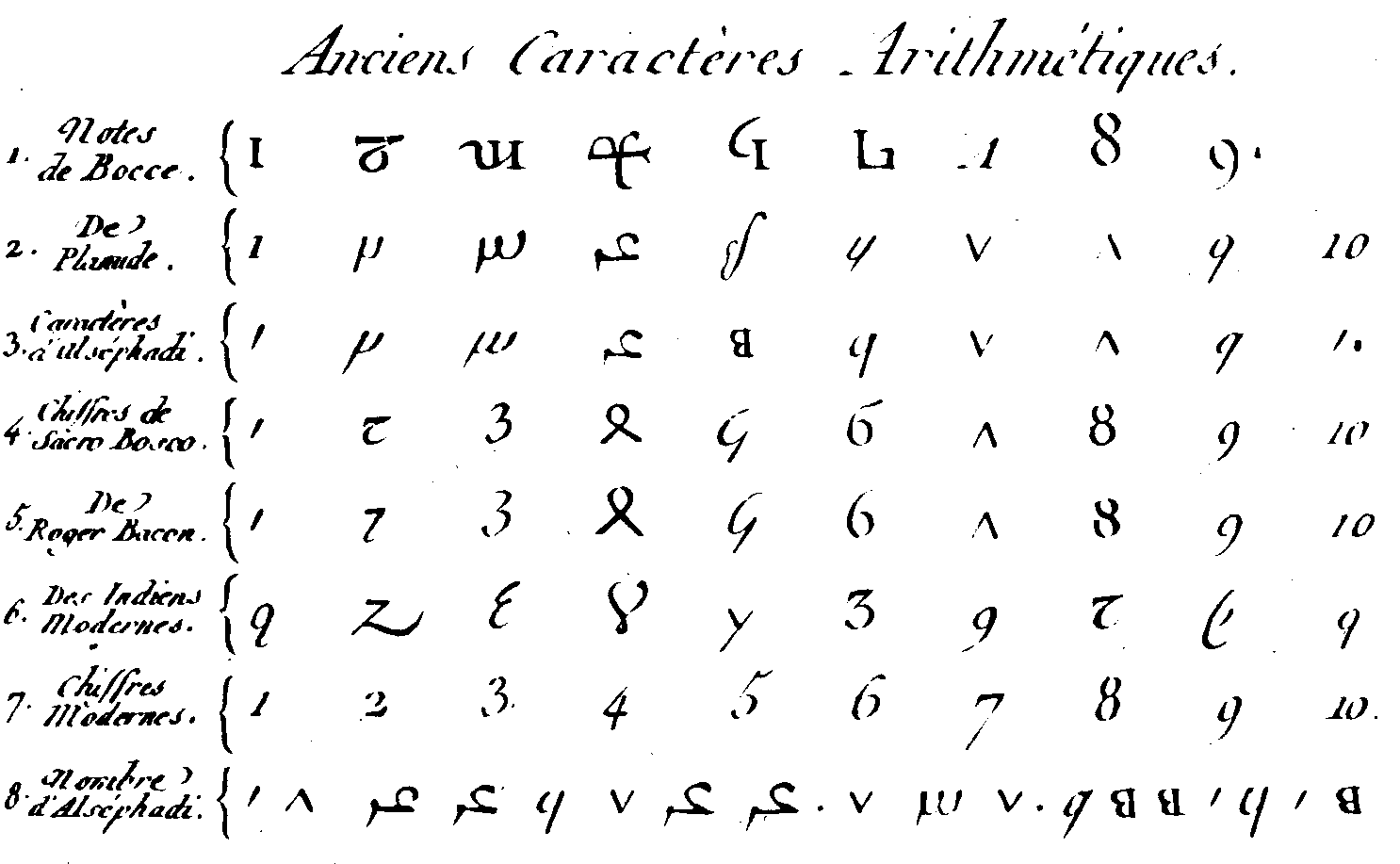
Entwicklung der arabischen Ziffern in Europa; Legende (en, fr) nach Klick

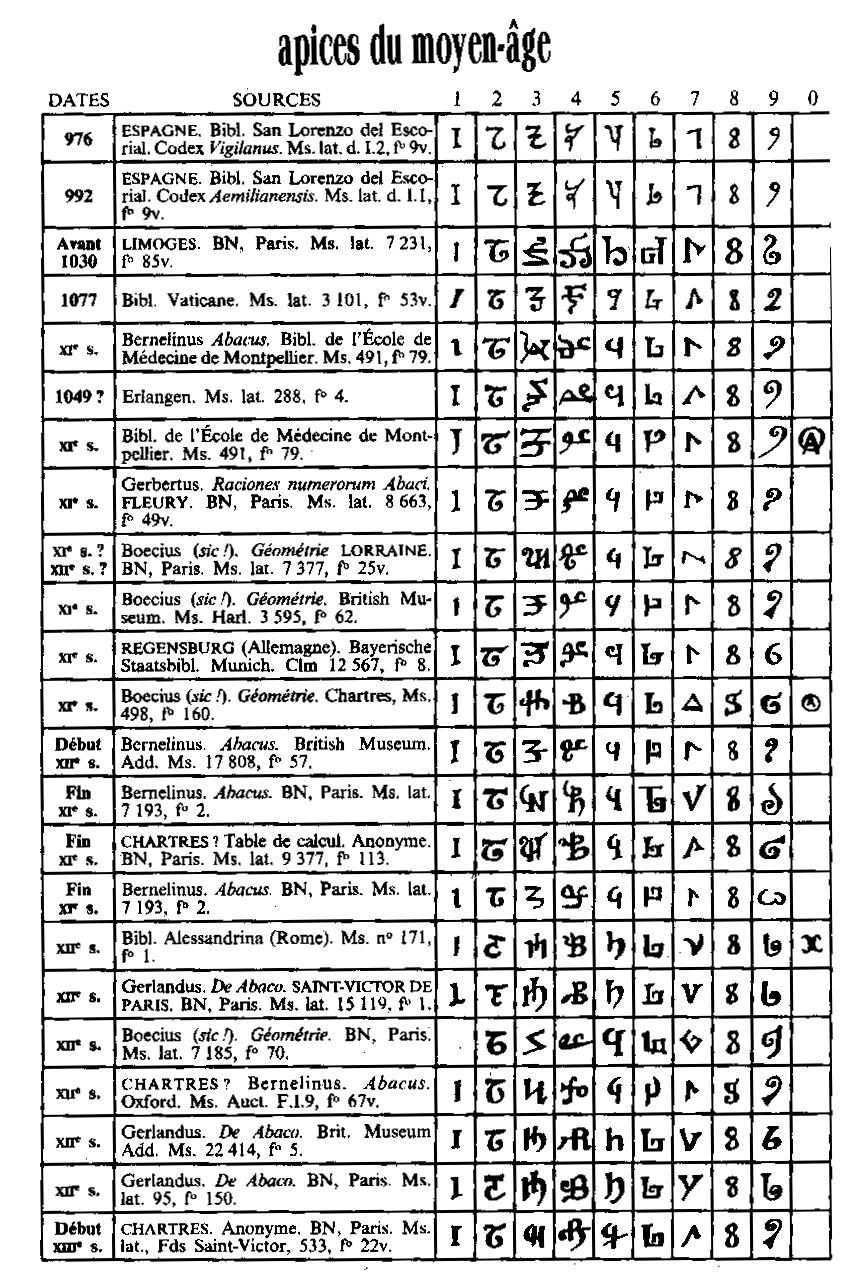
Verwendung der arabischen Ziffern in abendländischen Werken von 976 (Codex Vigilanus) bis zum beginnenden 13. Jahrhundert

Aktueller Stand verschiedener Entwicklungen der Dezimalziffern

### Indien
Am Beginn der Entwicklung der indischen Ziffern stand die Brahmi-Zahlschrift. Sie ist zusammen mit der Brahmi-Schrift ab dem 3. Jahrhundert v. Chr. im altindischen Maurya-Reich belegbar.

#### Zahlen ohne die Null
Kann eine Stelle in einem Zahlzeichen mit keiner der neun Ziffern belegt werden, wird heutzutage eine Null geschrieben, etwa im Zahlzeichen 2021. Ursprünglich wurde eine Lücke gelassen. Diese wurde mit dem Wort śūnya (n., Sanskrit शून्य, „die Leere, das Nichts, das Nichtvorhandensein“) bezeichnet. Die philosophische Wurzel dafür war wahrscheinlich das buddhistische Konzept śūnyatā (f., Sanskrit शून्यता, „die Leerheit, die illusorische Natur der Phänomene“), wie es Nāgārjuna (2. Jahrhundert n. Chr.) in der Lehre von der Leerheit (śūnyatāvāda) beschrieben hat. Als weitere Wurzel für die Lücke kommt die babylonische Zahlschrift  in Betracht, in der ein Leerzeichen ohne Wert bereits ab dem 6. Jahrhundert v. Chr. bekannt ist.
Später (z. B. im Bakhshali-Manuskript) wird die leere Stelle mit einem Punkt oder einem Kreis markiert.

#### Die Null als Ziffer
Im Jahr 628 n. Chr. verfasste der indische Astronom und Mathematiker Brahmagupta das Brahmasphutasiddhanta („Der Anfang des Universums“). Neben dem Zahlensystem der Maya, das aber keinen erkennbaren Einfluss auf den indischen und arabischen Raum hatte, ist dieser Text die früheste bekannte Fundstelle, in der die Null als vollwertige Ziffer behandelt wird. Darüber hinaus stellte Brahmagupta in diesem Werk Regeln für die Arithmetik mit negativen Zahlen und mit der Zahl 0 auf, die weitgehend unserem modernen Verständnis entsprechen. Der größte Unterschied bestand darin, dass Brahmagupta beim Rechnen mit der 0 auch die Division durch 0 zuließ, während in der modernen Mathematik Quotienten mit dem Divisor 0 nicht definiert sind.

### Weiterentwicklung
Die weltweite Verbreitung der indischen Ziffern ging nicht direkt mit einer weltweiten Verbreitung des Brahmasphutasiddhanta einher, sondern benötigte einige Zwischenschritte.

#### Arabische Verbreitung
Zwischen 640 und 644 eroberten die Araber den Irak und Persien. Die ersten überlieferten Hinweise auf indische Zahlzeichen im Westen stammen von dem syrischen nestorianischen Bischof Severus Sebokht im 7. Jahrhundert.
Um 825 schrieb der persische Mathematiker, Astronom und Geograph al-Chwarizmi sein Werk über das Rechnen mit indischen Zahlzeichen, das nur in lateinischer Übersetzung bekannt ist (Algoritmi de numero indorum, 12. Jahrhundert).
Der leer gelassene Platz wird bei den Arabern als ṣifr (arabisch الصفر, DMG aṣ-ṣifr ‚null, nichts‘) vom Verb ṣafira („leer sein“) bezeichnet – eine Lehnübersetzung des Wortes śūnya.

#### Der Sprung ins Abendland
Die Form der Brahmi-Ziffern änderte sich im Laufe der Jahrhunderte, und das Zahlensystem entwickelte sich zum ersten echten Stellenwertsystem mit Null. Zumindest im 9. Jahrhundert n. Chr. waren die Brahmi-Ziffern schon nicht mehr in Gebrauch, anstatt ihrer wurden die Gupta-Ziffern oder die aus ihnen entwickelten Nagari-Ziffern verwendet.
Einer der Ersten, der die indoarabischen Ziffern in Europa benutzte, war Gerbert von Aurillac, der spätere Papst Sylvester II. Er studierte in Katalonien und kam in Kontakt zur Wissenschaft der arabischen Welt. Er verfasste Schriften über Arithmetik und Geometrie. Trotz seines Einflusses blieben die von Gerbert vorgestellten Ziffern weitgehend unbenutzt.
Erst durch Leonardo von Pisa, auch Fibonacci genannt, der auf seinen Reisen im Mittelmeerraum die dort verwendete Arithmetik und das Rechnungswesen kennenlernte, fanden die Zahlzeichen in Italien Eingang. Im Jahr 1202 vollendete Fibonacci das Rechenbuch Liber abaci, in welchem er unter anderem die neun als indisch bezeichneten Ziffern und das Zeichen Null vorstellte. Das arabische Wort ṣifr für den Leerplatz übernahm er für die Null. Als cifra wurde es dann auf all die neuen Zahlzeichen ins Deutsche übertragen.
Die Ausbreitung dieser Ziffern in Italien und weitere Länder Europas dauerte mehrere Jahrhunderte. Ihre Einführung stieß in der Öffentlichkeit auf Widerstand, und ihre Verwendung wurde sogar verboten, z. B. in Florenz im Jahre 1299. Auch die Verwechselung des Wertes „nichts“ der Zahl null mit dem metaphysischen Nichts führte dazu, dass sich diese Ziffern lange nicht in Europa durchsetzen konnten.
Zur weiteren Verbreitung in Deutschland und zur endgültigen Ablösung der römischen Zahlschrift trugen insbesondere die Rechenbücher von Adam Ries bei, die ab dem Jahr 1522 erschienen.

#### Spätere Entwicklung
Frühe Zahlzeichen haben wohl erst einmal der Fixierung einer Anzahl gedient. Dafür werden nur positive natürliche Zahlen benötigt. Später wurde zur Notation von Größen eine feinere Auflösung erforderlich. Für manche alte Zahlensysteme sind dazu feiner unterteilte Maßeinheiten (z. B. Stunde → Minute → Sekunde) eingeführt worden, für andere die Feinunterteilung mittels gewöhnlichen Brüchen. Für das Dezimalsystem ist im 16. Jahrhundert der Dezimalbruch eingeführt worden, mit dem sich der kleinste auflösbare Ziffernschritt von der Einerstelle auf eine Nachkommastelle beliebig weit herausschieben lässt.
Gleichzeitig mit der Null haben indische Mathematiker auch negative Zahlen eingeführt. Zusammen sind sie durch Leonardo von Pisa (Fibonacci) nach Europa gekommen. Für ihn war es kein Problem, dass bei der Rechnung mit Geldmengen eine negative Zahl als Schulden gedeutet werden konnte.  Die algebraische Benutzung negativer Zahlen konnten sich gegen den entschiedenen Widerstand selbst berühmter Mathematiker erst im 18. Jahrhundert durchsetzen.

#### Weltweite Verbreitung
Seit Adam Ries verdrängten die arabischen Ziffern in Europa die römischen. Zwar konnten auch mit den römischen einfache Rechnungen durchgeführt werden, jedoch ermöglichten erst die indisch-arabischen Ziffern überschaubare und strukturierte Zahlzeichen, und diese ermöglichten eine anspruchsvollere Mathematik. Dadurch breiten sie sich weltweit immer weiter aus.

## Grund für den Erfolg
Michael Schmidt-Salomon begründet den Erfolg evolutionär-humanistisch. Die Bevorzugung dieser Ziffern sei nicht die Folge von Kulturimperialismus, sondern der „besonderen Fruchtbarkeit der arabischen Zahlen“ geschuldet. Tatsächlich beruht der Erfolg der indisch-arabischen Ziffern im Dezimalsystem darauf, dass sie neben ihrem Ziffernwert einen Stellenwert tragen, wobei jede Stelle mit genau einer Ziffer belegt wird. Den dazu notwendigen Aufbau der Zahlzeichen ermöglichte die sich in Indien bis ins 7. Jahrhundert n. Chr. hinziehende Einführung der Zahl null, mit der auch gerechnet werden konnte, und die Anerkennung eines Schriftzeichens für diese als vollwertige Ziffer. „Zweifellos ist die Null eine der genialsten Erfindungen der Menschheit.“

## Typographische Varianten
Dieser Abschnitt ist der historischen Entstehung der verschiedenen typographischen Varianten und den heute gebräuchlichen Formen der indischen Ziffern gewidmet.

### Arabische Varianten
In der arabischen Schrift entwickelte sich die Schreibweise von rechts nach links aus einer ursprünglich senkrechten Beschriftung der Papyri von oben nach unten (sie waren aus Längsstreifen zusammengeklebt), das dann aber zum Lesen um 90 Grad gedreht wurde. Ebenso wurden die indischen Zahlzeichen notiert, die deshalb in der Schrift gegenüber dem indischen Original teilweise eine gedrehte Form erhielten und dann weiter dem graphischen Stil der arabischen Schrift angepasst wurden. Der Aufbau der arabischen Worte der indischen Zahlzeichen geht ähnlich wie in westlichen Sprachen vom höchsten Stellenwert (also der linken Ziffer) aus. Beispielsweise setzte sich das Wort für 10.000 (ʕashrat ʔalāf) aus dem Wort ʕashara für 10 und ʔalf für 1000 zusammen. Ähnlich wie in westlichen Sprachen gibt es aber auch Sonderregeln wie bei den Zehnern – beispielsweise ist der Name für 19 tisʕata-ʕschar aus tisʕa für 9 und ʕaschara für 10 wie auch bei der Neunzehn im Deutschen. Geschrieben werden Zahlen in Ziffernform von links nach rechts (im Gegensatz zu den Buchstaben, die im Arabischen von rechts nach links geschrieben werden). Die Stellung der Ziffern ist wie sonst üblich im Dezimalsystem (also die Ziffern mit dem höchsten Stellenwert links).
Bevor die Araber das indische Stellenwertsystem übernahmen, benutzten sie für die Darstellung von Zahlen die Buchstaben ihres Alphabets, denen wie bei vielen anderen Schriftsystemen wie dem altgriechischen, römischen oder hebräischen neben dem Lautwert jeweils auch ein Zahlenwert zugewiesen war (vgl. arabisches Alphabet). Diese Möglichkeit wird auch heute teilweise noch in bestimmten Situationen angewendet, vergleichbar mit der Nutzung römischer Zahlen im westlichen Sprachraum.
Im Maghreb, das heißt, in den arabischsprachigen Ländern westlich des Niltals, verwendet man traditionell Zahlzeichen, die mit den europäischen identisch sind, und nicht die hier als arabisch vorgestellten Zeichen.

### Europäische Varianten

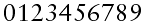
Versalziffern

Mediävalziffern

In Europa lassen sich vor allem zwei Darstellungsformen von Ziffern unterscheiden: Versalziffern und Mediävalziffern.
Die meistverbreitete Variante sind Versalziffern: Alle Ziffern haben die gleiche Höhe, und zwar die der Großbuchstaben (Versalien).
Um einen sauberen Tabellensatz zu ermöglichen, sind Versalziffern meistens alle gleich breit, nämlich so breit wie ein Halbgeviert. Diese Variante wird auch als Tabellenziffern bezeichnet. Weniger gebräuchlich sind versale Proportionalziffern, bei denen insbesondere die 1 schmaler als die anderen Ziffern ist. Der Nachteil der Versalziffern ist, dass sie im Lauftext einen optischen Fremdkörper bilden und dass bei einigen Halbgeviert-breiten Ziffern (etwa bei der 1) auch der Abstand zu den benachbarten Ziffern oder Buchstaben zu groß wirkt.
Aus diesem Grund verfügen gut ausgebaute Schriften über einen zweiten Satz Ziffern, die Mediävalziffern. Diese haben wie Kleinbuchstaben Ober- und Unterlängen und in der Regel eine individuelle, der Zeichenform angepasste Laufweite. Damit fügen sie sich nahtlos und nach typografischen Gesichtspunkten korrekt in den Text ein. Manche Schriften bieten auch Mediävalziffern gleicher Breite für den Tabellensatz an.